# Joseph Boutin Bourassa
Pour les articles homonymes, voir Boutin et Bourassa.
Joseph Boutin Bourassa (13 novembre 1853-12 juillet 1943 à l'âge de 89 ans) fut un notaire et homme politique fédéral du Québec.

## Biographie
Né à Saint-Romuald dans le Canada-Est, M. Bourassa tenta de devenir député de Lévis en 1908, mais sans succès. Il devint député du Parti libéral du Canada dans la circonscription fédérale de Lévis  en 1911. Réélu en 1917 et en 1921, il ne se représenta pas en 1925.